# Hypenopsis palustris
Hypenopsis palustris là một loài bướm đêm trong họ Erebidae.